# وينجز أوف ديزاير
وينجز اوف ديزاير - الجنة فوق برلين (بالالمانية: Der Himmel über Berlin، بالإنجليزية: "The Sky/Heaven Over Berlin") فيلم رومانسي ألماني من إنتاج عام 1987 من إخراج فيم فيندرز.

## فريق التمثيل
- برونو غانز بدور داميل
- سولفيج دومارتن بدور ماريون
- اوتو ساندر بدور كاسيل

## إعادة إنتاج
عام 1998 فيلم ستي اوف انجيلز (بالإنجليزية:City of Angels) فيلم أمريكي من بطولة ميغ رايان و نيكولاس كيج